# Chiosi di Porta Regale

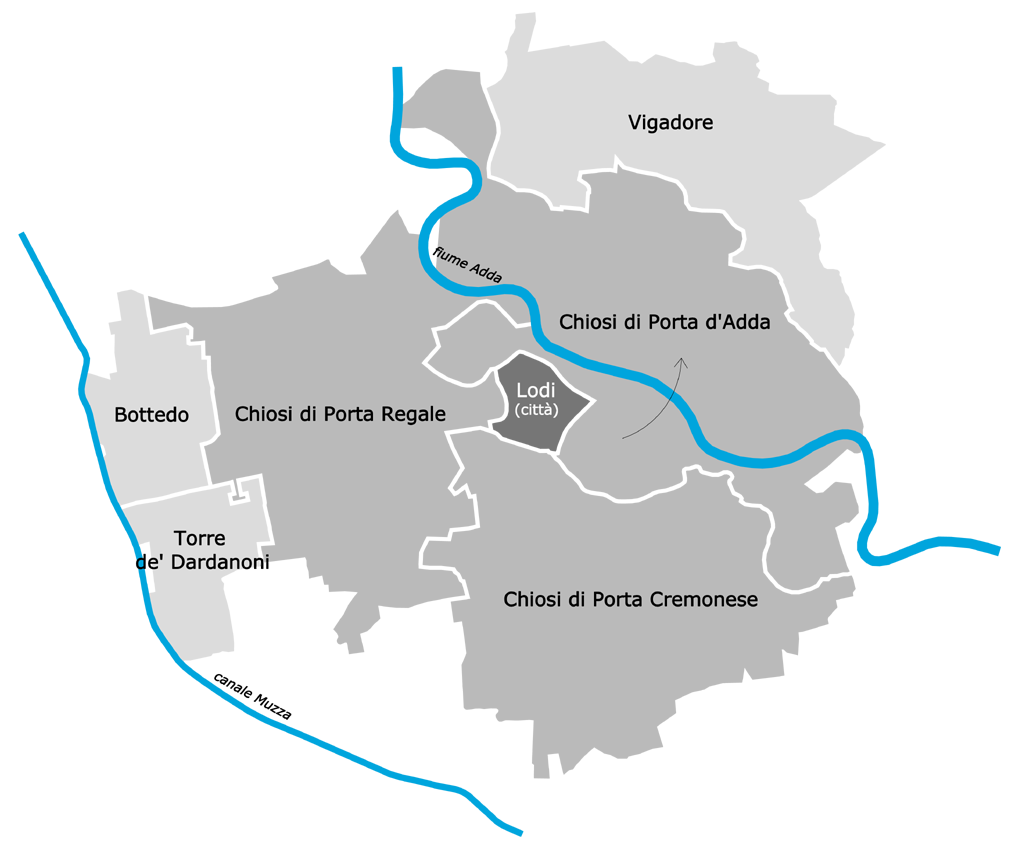
Mappa dei tre chiosi di Lodi e dei tre comuni attualmente compresi nel territorio cittadino

I Chiosi di Porta Regale erano uno dei tre comuni, detti chiosi, in cui era diviso il suburbio della città di Lodi.
Il termine Chiosi, di origine dialettale, indicava in passato le terre agricole circostanti la città di Lodi, analogamente ai più noti "Corpi Santi" intorno a Milano. Gli altri due Chiosi erano quelli di Porta Cremonese e Porta d'Adda.
I Chiosi di Porta Regale si estendevano ad ovest della città, lungo le strade per Pavia, Lodi Vecchio e Milano. Appartenevano al comune molti cascinali e borghi rurali raccolti sotto le parrocchie di San Gualtero, San Fereolo e Cornegliano. Nel 1841 vi fu aggregato il comune di Torre de' Dardanoni.
All'Unità d'Italia (1861) i Chiosi di Porta Regale contavano 2 395 abitanti.
Nel 1873 i Chiosi di Porta Regale furono uniti ai Chiosi di Porta Cremonese e al comune di Bottedo, formando il nuovo comune di Chiosi Uniti con Bottedo. Il nuovo comune esistette per meno di quattro anni, venendo aggregato alla città di Lodi nel 1877.
I tre chiosi rimasero tuttavia come suddivisioni amministrative informali della città di Lodi fino agli anni settanta del XX secolo.

## Galleria d'immagini

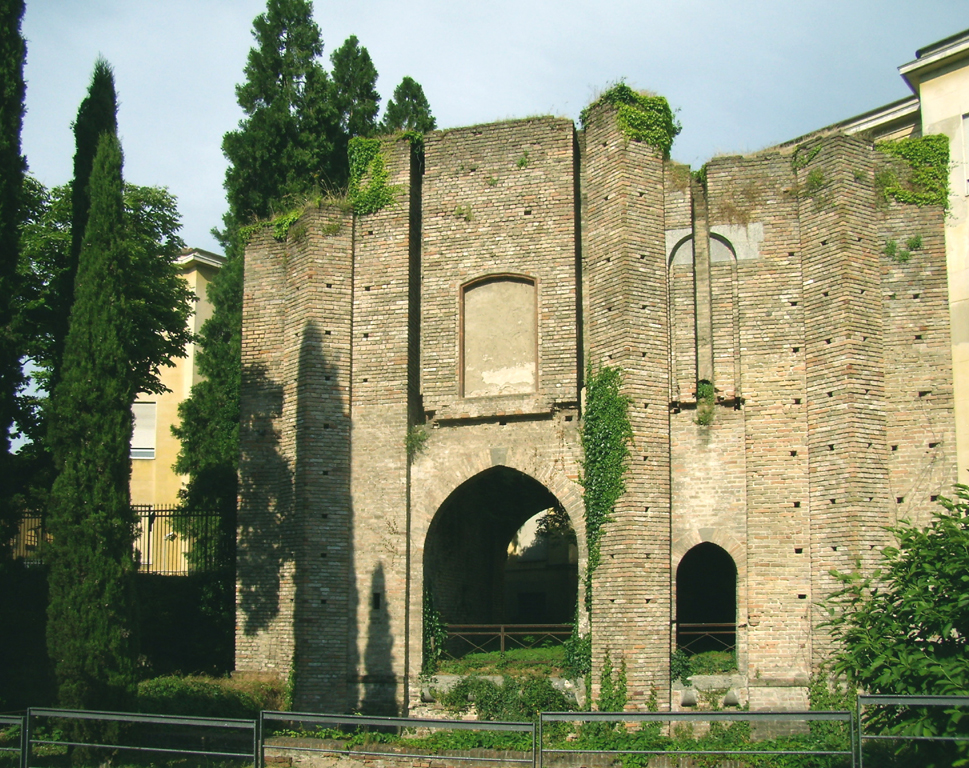
Porta Regale
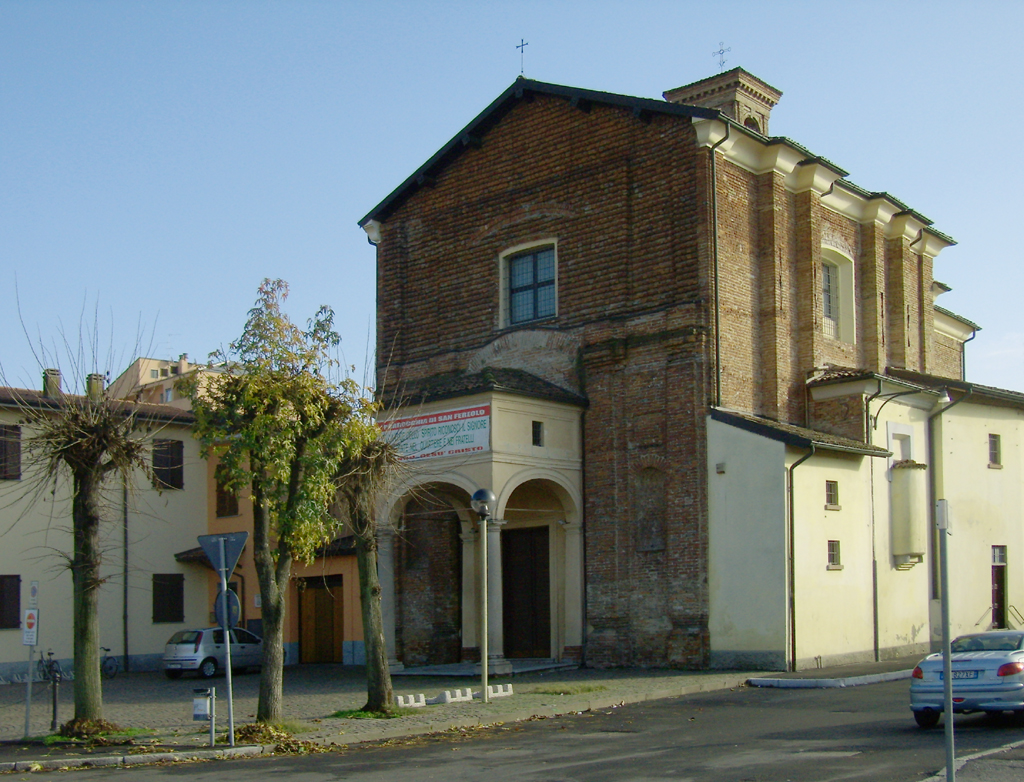
La chiesa parrocchiale di San Fereolo
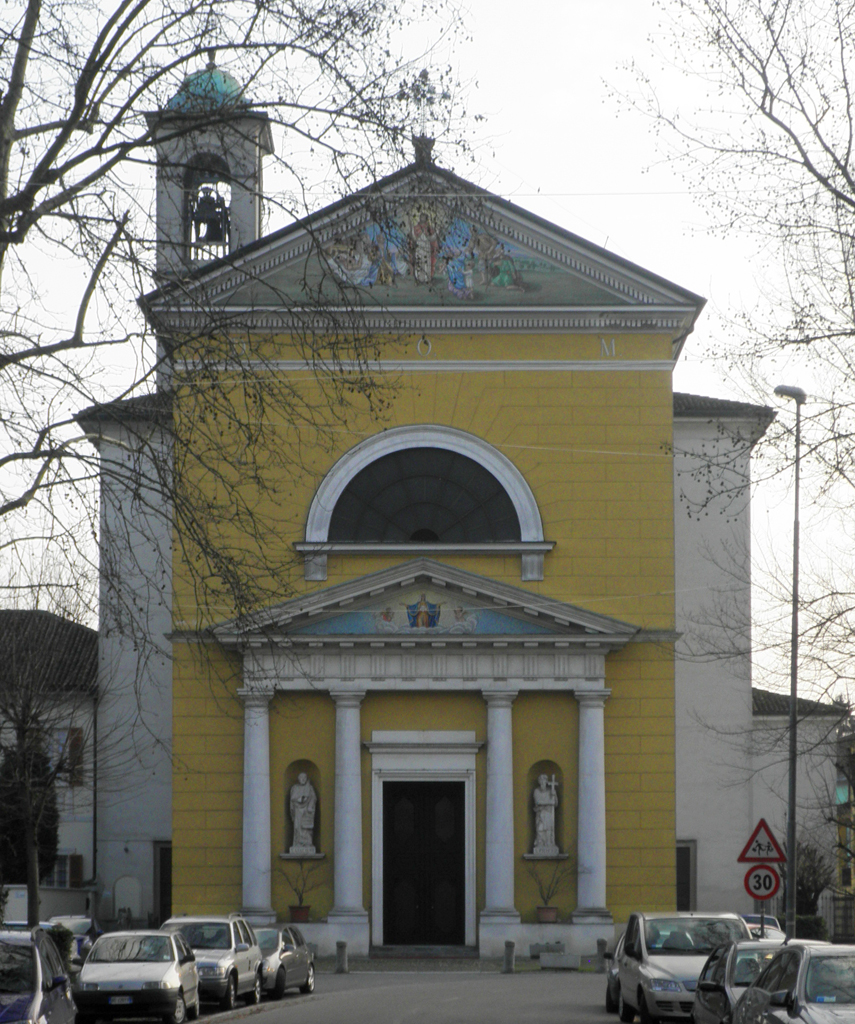
La chiesa parrocchiale di San Gualtero